# Leptogaster fornicata
Leptogaster fornicata är en tvåvingeart som beskrevs av Martin 1957. Leptogaster fornicata ingår i släktet Leptogaster och familjen rovflugor. Inga underarter finns listade i Catalogue of Life.